# Ivan Granđa
Ivan Granđa (Šašinovec, 1879. március 25. – Zágráb, 1953. március 31. horvát parasztpárti politikus volt. A Szerb-Horvát-Szlovén Királyság nemzetgyűlésének képviselője, belgrádi parlamentben 1928-ban elkövetett gyilkos merénylet egyik sebesültje. A második világháború után az alkotmányozó és a szövetségi nemzetgyűlés képviselője, 1946-ban és 1950-ben a Horvát Népköztársaság parlamentjébe is beválasztották.

## Életútja
Ivan Granđa a Zágráb melletti Šašinovacon született 1879-ben. 1886 és 1890 között a cerjei elemi iskolába járt. Tagja volt a Horvát Parasztpárt (HSS) elnökségének, ahol Stjepan Radićnak a HSS vezetőjének egyik leghűségesebb munkatársa volt. Időnként politikai cikkeket írt a horvát parasztpolitika fő lapjába a Domba, és munkatársa volt a Seljačka svijeta című lapnak is. 1906-ban a cerjei parasztszövetkezet egyik alapítója, később alelnöke, majd 1908-tól titkára volt. A Seljačka sloga kulturális és oktatási egyesület igazgatóságának tagja (1925-1929), majd helyreállítása után (1935) pénztárnoka (1935-1937), valamint a šašinovaci tejipari szövetkezet elnöke volt. Az 1925-ös és az 1927. szeptember 11-iki választásokon képviselővé választották a Szerb-Horvát-Szlovén Királyság nemzetgyűlésébe.

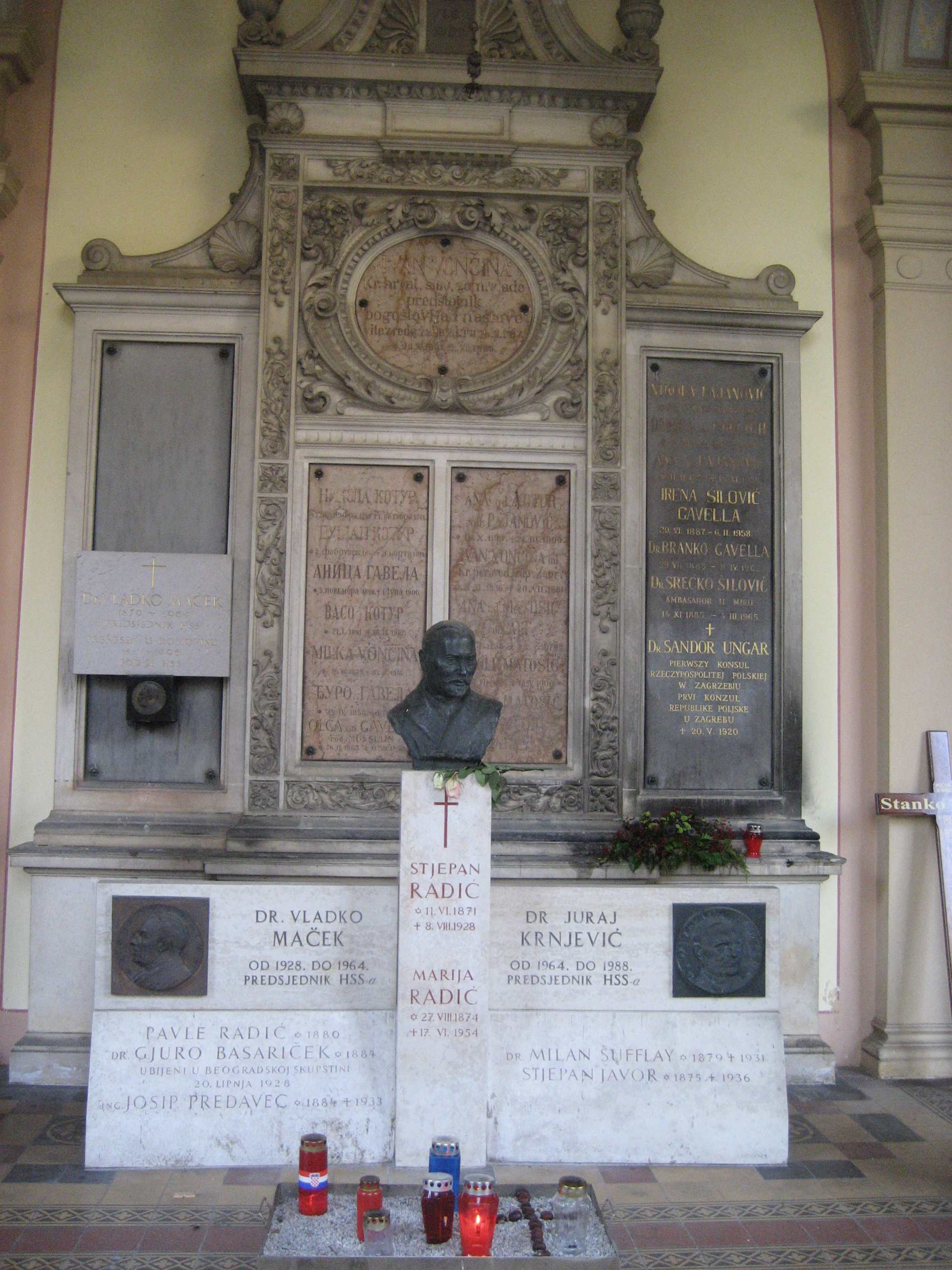
Stjepan Radić, Đuro Basariček, Pavle Radić és Ivan Granđa közös sírja a zágrábi Mirogoj temetőben

1928. június 20-án, amikor a belgrádi nemzetgyűlésben a merénylet idején a testével védte a párt vezetőjét, Stjepan Radićot, megsebesült a bal kezén. A merénylet áldozata lett a HSS elnöke, Stjepan Radić és két képviselője, Đuro Basariček és Pavle Radić, míg rajta kívül még Ivan Pernart sebesítette meg és a Szerb Radikális Párt képviselője, Puniša Račić.
Az 1930-as évek végén nem helyeselte teljes mértékben a HSS elnökének, Vladimir Mačeknek a politikáját, és az ellenzéki érzelmű „radicspártiak” egy csoportjával összeütközésbe került a Hrvatska seljačka zaštita (Horvát parasztvédelem) tagjaival.
A második világháború alatt a partizánok szimpatizánsa volt, a házát felhasználták akcióikban, de ő maga formálisan sem csatlakozott hozzájuk. A második világháború végén az Egységes Nemzeti Felszabadító Front (JNOF) zágrábi kerületi bizottságának elnökévé választották, majd a háború után az alkotmányozó nemzetgyűlésbe, 1946-ban és 1950-ben pedig a Horvát Népköztársaság parlamentjébe választották. Tagja volt a Horvát Népköztársaság Elnökségének is, és az első szövetkezeti kongresszuson 1946-ban a Horvát Népköztársaság Főszövetkezetének elnökévé választották. Tagja volt a Népfront bizottságának is, a Horvát Köztársasági Parasztpárt végrehajtó bizottsága (IO HRSS alelnöke), és haláláig a Seljačka Sloga egyesület elnöke.
Zágrábban halt meg 1953. március 31-én. A zágrábi Mirogoj temető árkádsorában Stjepan és Pavle Radić, Đuro Basariček és Josip Predavac közös sírjába temették el.

## Emlékezete
- 1928-ban Kőrös város díszpolgárává választották.[4]

- Az egyik szeszvetei általános iskola (OŠ Ivana Granđe) az ő nevét viseli.[5]

## Fordítás
- Ez a szócikk részben vagy egészben  az   Ivan Granđa című horvát Wikipédia-szócikk ezen változatának fordításán alapul.  Az eredeti cikk szerkesztőit annak laptörténete sorolja fel. Ez a jelzés csupán a megfogalmazás eredetét és a szerzői jogokat jelzi, nem szolgál a cikkben szereplő információk forrásmegjelöléseként.